# 天主教汉中教区
天主教汉中教区（拉丁語：Dioecesis Hanciomensis）是罗马天主教在中国陕西省设立的一个教区。

## 轄區範圍
漢中教區管轄漢台區、城固縣、洋縣、西鄉縣、勉縣、略陽縣、南鄭縣等地的教會。漢中教區西接甘肅省的秦州教區，東臨興安府宗座監牧區，北界西安總教區、盩厔教區及鳳翔教區，南與四川省的成都教區及順慶教區接壤。

## 历史
1887年8月2日，从陕西代牧区分设陕西南境代牧区。1924年12月3日，以主教驻地更名为汉中代牧区。1946年4月11日，汉中代牧区升格为汉中教区。

## 教堂
- 圣弥额尔总领天神主教座堂（Cathedral of St Michael the Archangel）
- 聖伯多祿聖保祿主教座堂——前教區座堂

## 历任主教
- 陝西南境宗座代牧
  - 主教安廷相，罗马圣伯多禄圣保禄会 Bishop Gregorius Antoniucci, P.I.M.E.（1887年－1895年）[2]
  - 主教拔士林，罗马圣伯多禄圣保禄会 Bishop Pio Giuseppe Passerini, P.I.M.E.（1895年3月29日－1918年4月24日）
  - 主教康道华，罗马圣伯多禄圣保禄会 Bishop Antonio Maria Capettini, P.I.M.E.（1919年4月2日－1924年12月3日）

- 漢中府宗座代牧
  - 主教康道华，米兰外方传教会 Bishop Antonio Maria Capettini, P.I.M.E.（1924年12月3日－1925年）
  - 主教巴明善，宗座外方傳教會 Bishop Lorenzo Balconi, P.I.M.E.（后任总主教）（1928年3月7日－1935年）
  - 主教祁济众，宗座外方傳教會 Bishop Mario Civelli, P.I.M.E.（1935年3月11日－1946年4月11日）

- 漢中主教
  - 主教祁济众，宗座外方傳教會 Bishop Mario Civelli, P.I.M.E.（1946年4月11日－1966年2月2日）
  - 主教孟守道，宗座外方傳教會 Bishop Giuseppe Maggi, P.I.M.E.（1949年1月13日－1963年8月17日）（1951年10月离开中国，由代理主教何昶权主持教区工作）
  - 主教李圣学 Bishop ? Li Sheng-xue（1959年3月26日－1984年10月）
  - 主教余成悌 Bishop Bartholomew Yu Cheng-ti（1984年－2003年）（2003年荣休）未获官方承认，2009年9月14日安息主怀
  - 主教余润深 Bishop Aloysius Yu Run-shen（1986年11月30日－2020年1月9日）2020年1月9日荣休
  - 主教胥紅偉 Bishop Stefano Xu Hongwei （2020年1月9日－）[3]

## 信徒
1950年，信徒19,060人。